# Branislava
Branislava je  žensko osebno ime.

## Izvor imena
Ime Branislava je ženska oblika imena Branislav.

## Različice imena
Branimira, Branimirka, Branislavka, Branka, Bronislava

## Pogostost imena
Po podatkih Statističnega urada Republike Slovenije je bilo na dan 31. decembra 2007 v Sloveniji število ženskih oseb z imenom Branislava: 168.

## Osebni praznik
Osebe z imenom Branislava ali s kako izpeljanko izmed njenih različic godujejo takrat kot osebe z imenom Branislav oziroma Aleksander.